# Lámání kolem

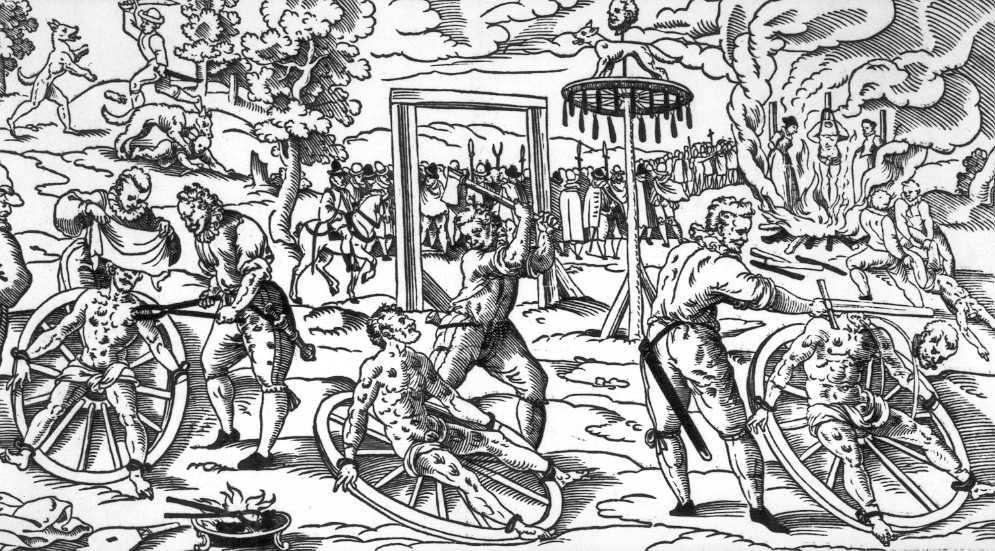
Dřevoryt znázorňující lámání kolem

Lámání kolem byl ve středověku a raném novověku užívaný způsob popravy. Byl užíván k potrestání zvláště závažných zločinů – mnohonásobných vražd a rozsáhlých loupeží, vraždy rodičů, zrady panovníka či znásilnění panny, zejména pokud byla oběť z vyšší společenské vrstvy než násilník. 

## Průběh popravy
Exekuce spočívala v postupném zlámání či přeražení kostí končetin,  případně i trupu, odsouzence a jejich následném vpletení do loukoťového kola. Kolo s tělem popraveného poté bylo pro výstrahu nasazeno na vrchol sloupu a veřejně vystaveno.
Existovaly dva základní způsoby provedení popravy. Při prvním z nich, používaném hlavně ve Skandinávii, německých a českých zemích, si musel odsouzenec s roztaženýma rukama a nohama lehnout na zem nebo na zvláštní křížovitou konstrukci (tzv. svatoondřejský kříž), k níž mu kat ruce a nohy přivázal. Někdy mu kat každou končetinu na dvou místech podložil deskami, aby se snáze přerážely a potom na něj postupně z výšky pouštěl kolo, které svou vahou končetiny přelomilo. Milosrdnější bylo lámání odshora, kdy byl první úder veden na hrdlo a došlo ke zlomení vazu. Krutější bylo lámání odspodu, kdy byly nejprve zlomeny dolní končetiny, potom žebra a ruce, popřípadě i páteř. Někdy byl odsouzenec po rozlámání končetin sťat mečem nebo sekerou, tak jako livonský hrabě Johann Patkul v roce 1707. Jindy byl pro zmírnění trestu nejprve sťat či zardoušen a teprve potom jeho tělo rozlámáno a vpleteno do kola, jako při popravě hraběte Struenseeho roku 1772.
Při druhé variantě, používané především ve Francii, byl odsouzenec přivázán za ruce a nohy k loukoťovému kolu, které bylo možné roztočit. Kat mu poté palicí nebo železnou tyčí přerazil nejprve končetiny a nakonec zpravidla zlomil vaz. Kolo s rozlámaným tělem pak bylo rovněž vystaveno. 
Do 17. stol. existovala i možnost, že byl odsouzenec se zlomenými končetinami vpleten do kola ještě živý a ponechán svému osudu, což byla nejčastěji smrt žízní nebo v důsledku plicní embolie. Existují i zprávy o odsouzencích, kteří byli po zlámání končetin i s kolem upáleni na hranici.

## Historie
Tento způsob popravy je znám již z antiky. V antickém Řecku se o něm zmiňuje dramatik Aristofanés ve své komedii Plutus. Podle Řeckých mýtů byl zpupný král Ixión, který se pokusil zneuctít bohyni Héru, v podsvětí potrestán vpletením do ohnivého kola. Tento způsob popravy znali také Římané za vlády císaře Commoda. Podle tradice (ovšem pozdější), byl použit při popravě křesťanské světice Kateřiny Alexandrijské, jejímž atributem se proto stalo právě kolo. Podle některých zpráv měl být takto popraven i Sv. Jiří. Spolehlivější je zpráva kronikáře Řehoře z Tours, podle níž Frankové za vlády dynastie Merovejců trestali závažné zločiny tak, že odsouzence položili na cestu a nechali ho přejet koly těžkého povozu. Konkrétní zprávy o použití tohoto trestu pocházejí až z 11. století.
Na českém území je poprvé doložen roku 1130, kdy takto potrestal kníže Soběslav I. účastníky spiknutí proti své vládě. Podle Dalimilovy kroniky byl na rozkaz bojovnice Vlasty vpleten do kola i mytický válečník Ctirad. Největšího rozšíření tento trest doznal během středověku a raného novověku v oblasti Francie, Svaté říše římské, Itálie a českých zemí. Občas byl užíván také ve Skandinávii a v Rusku, naproti tomu na Britských ostrovech se prakticky vůbec neuplatňoval, jediné známé použití je ze Skotska z roku 1604 při popravě vrahů lorda Kincaida. V Evropě přestal být tento způsob popravy používán na konci 18. století. Nejdéle se udržel v Prusku, kde se výjimečně používal ještě v 1. polovině 19. století, odsouzenec však býval před samotným lámáním zpravidla uškrcen nebo sťat. K poslednímu známému lámání kolem došlo v pruském městě Fromborku (nyní na území Polska) roku 1841, popraveným byl sluha Rudolf Kühnapfel, který zavraždil varmijského biskupa Stanislava von Hatten.

## V umění
Renesanční a barokní umělci jako Pieter Breughel nebo Jacques Callot často zobrazovali tuto krutou popravu, když chtěli znázornit bídu a krutost světa či hrůzy války. V literatuře lámání kolem nezapomenutelným způsobem ztvárnil Karel Hynek Mácha ve svém Máji. Objevuje se také ve filmech, jako je Máj F. A. Brabce, ale také Cartouche nebo Angelika a král.

## Osoby popravené lámáním kolem (výběr)
- Sv. Jiří: 303 (?)
- Kateřina Alexandrijská: 307
- Ctirad: 9. stol. (?)
- Účastníci vzpoury proti knížeti Soběslavovi I.: 1130
- Jaroš, syn pražského soudce Ctibora: 1250
- Eppelein von Gailingen: 1381
- Martin Roháč, moravský loupežník a sériový vrah: 1571
- Peter Nirsch, německý loupežník, sériový vrah a kanibal: 1581
- Peter Stumpp, německý vrah podezřívaný z lykantropie: 1589
- Guy Éder de La Fontenelle, bretaňský loupeživý rytíř a vůdce povstání proti králi Jindřichovi IV.: 1602
- Gian Giacomo Mora, Guglielmo Piazza a dalších sedm milánských měšťanů obviněných z úmyslného rozšíření moru: 1630
- Nikolaus (Nikol) List, německý loupežník známý vykrádáním kostelů: 1699
- Johann Reinhold Patkul: 1707
- Tomáš Uhorčík: 1713
- Antoine Joseph, hrabě de Hornes: 1720
- Louis Dominique Cartouche, pařížský loupežník: 1721
- kníže Ivan Alexejevič Dolgorukov a dalších pět členů jeho rodu: 1739
- Louis Mandrin, francouzský zbojník, pašerák a vůdce selského povstání: 1755
- markýz Francisco de Távora, vévoda José de Aveiro, hrabě Jerónimo de Atouguia a dalších šest šlechticů obviněných ze spiknutí proti králi Josefu I.: 1755
- Jean Calas, toulouský hugenot, neprávem obviněný z vraždy svého syna: 1762
- Francesco Arcangelli, vrah archeologa Winckelmanna: 1762
- Matthias Klostermayer, bavorský zbojník, pytlák a pašerák: 1771
- Johann Friedrich Struensee: 1772
- Ignác Schiffner (předloha Viléma z Máchova Máje): 1774
- Antoine-François Desrues: pařížský travič: 1777
- Vasile Ursu Nicola zvaný Horea a Ion Oargă Cloșca, vůdci selského povstání v Sedmihradsku: 1785